# Baba Amte
Murlidhar Devidas Amte (26/12/1914 – 9/2/2008) thường được gọi là Baba Amte (phiên âm Quốc tế: /ˈbɑːbɑː ɑmte/) là nhà hoạt động xã hội người Ấn Độ, đã dành cả cuộc đời của mình để giúp đỡ những người nghèo khổ, đặc biệt là những người bị bệnh phong luôn bị hắt hủi. Việc làm từ thiện của ông đã được nhiều tổ chức trên thế giới ghi công.

## Tiểu sử
Baba Amte sinh ngày 26 tháng 12 năm 1914 tại Hinganghat, quận Wardha ở Maharashtra là một bang ở miền tây Ấn Độ trong một gia đình giàu có. Cha là Devidas Amte - một sĩ quan cao cấp trong chính phủ Anh (trước khi Ấn Độ độc lập) và cũng là một chủ đất giàu có. Mẹ là Laxmibai Amte. Cha mẹ đã gọi đứa con trai đầu lòng của mình bằng cái tên âu yếm là Baba và tên này theo ông suốt đời.
Thời niên thiếu, Baba được gia đình rất chiều chuộng, có súng săn riêng, sở hữu một chiếc xe thể thao đắt tiền bọc da thật.
Tốt nghiệp trung học, Baba vào trường Đại học Luật ở Wardha. Ông đã thành lập một phòng luật sư tại thị trấn quê hương và đã sớm có thành công.
Năm 1946, Baba kết hôn với Sadhana Guleshastri. Vợ ông luôn ủng hộ chồng trong công việc từ thiện và công tác xã hội, nên đã được người nghèo trìu mến gọi là Sadhnatai, với từ "Tai" trong tiếng Marathi có nghĩa là "chị ruột". Hai người con trai của ông bà là Prakash và Vikas đều trở thành bác sĩ và sau này cũng theo bước chân cha mẹ giúp đỡ người nghèo khổ.

## Sự nghiệp
Trong các hoạt động của mình, Baba Amte phải chịu ảnh hưởng mạnh mẽ của Mahatma Gandhi. Ông không chỉ tiếp thu những triết lý của Mahatma, mà còn chấp nhận quan điểm chống bất công xã hội và phục vụ giai cấp nghèo khó của Mahatma. Baba Amte đã bỏ bộ trang phục luật sư sang trọng của mình để làm cùng những người nhặt đồ phế thải, quét rác một thời gian dài ở quận Chandrapura. Ông còn dũng cảm tham gia biểu tình phản đối những người Anh thuộc gia cấp thống trị lúc đó không tôn trọng phụ nữ, và Mahatma Gandhi đã trao tặng Baba danh hiệu Abhay Sadhak.
Sau đó, Baba tập trung vào việc cứu giúp những người mắc bệnh phong và dành hầu hết phần đời còn lại của mình để xây dựng các cơ sở điều trị, cung cấp thuốc men và tuyên truyền nhận thức đúng đắn của xã hội đối với căn bệnh này. Để làm tốt hơn công việc này, Baba đã theo học một khóa nghiên cứu tìm hiểu và điều trị bệnh phong tại Trường Y học Nhiệt đới Calcutta. Sau đó, ông cùng với vợ và hai con trai của mình điều trị cho 6 bệnh nhân phong đầu tiên. Ông còn thành lập 11 phòng khám hàng tuần và thành lập 3 khu điều trị và phục hồi cho bệnh nhân phong và người tàn tật do căn bệnh này. Ông làm việc không mệt mỏi để làm cho bệnh nhân khỏi đau đớn, với chính mình tham dự với họ trong các phòng khám.
Để chứng minh quan niệm sai lầm rất phổ biến về bệnh dễ lây lan đến mức bắt tay cũng bị lây nhiễm, ông đã tự nhiễm vi khuẩn gây bệnh phong lấy từ một bệnh nhân. Từ năm 1949 - 1951, ông đã xây dựng một khuôn viên 250 ha, gồm hai bệnh viện, một trường đại học, một trại trẻ mồ côi và có cả lớp học dành cho người mù.
Baba Amte còn khởi xướng Phong trào Tự do Ấn Độ, tham gia vào hầu hết tất cả các phong trào lớn do Mahatma Gandhi lãnh đạo và tổ chức, bảo vệ các nhà lãnh đạo bị bỏ tù.

## Vinh danh
Cống hiến của Baba Amte đã được công nhận trên toàn thế giới bằng cấc giải thưởng ở cả trong nước và quốc tế.
- Ông đã được trao giải Padma Shree năm 1971.
- Giải thưởng Jamnalal Bajaj năm 1979.
- Giải thưởng Ramon Magsaysay năm 1985.
- Giải thưởng Padma Vibhushan năm 1986.
- Giải thưởng Liên hợp quốc trong lĩnh vực nhân quyền, 1988
- Giải thưởng hòa bình Gandhi, 1999
- Rashtriya Bhushan, 1978: Quỹ FIE Ichalkaranji (ẤN ĐỘ)
- Giải thưởng Jamnalal Bajaj, 1979 cho công trình xây dựng [22]
- Giải thưởng N.D. Diwan, 1980: Hiệp hội quốc gia về cơ hội bình đẳng cho 'người khuyết tật' (NASEOH), Bombay
- Giải thưởng Ramshastri, 1983: Quỹ Ramshastri Mitchhune, Maharashtra, Ấn Độ
- Giải thưởng tưởng niệm Indira Gandhi, 1985: Chính phủ Madhya Pradesh cho dịch vụ xã hội xuất sắc
- Giải thưởng Raja Ram Mohan Roy, 1986: Delhi
- Cha Giải thưởng Maschio Platinum Jubilee, 1987: Bombay
- Giải thưởng quốc tế G.D. Birla, 1988: Đóng góp xuất sắc cho Chủ nghĩa nhân văn
- Giải thưởng Templeton, 1990 (Baba Amte và Charles Birch (giáo sư danh dự của Đại học Sydney) đã được trao giải thưởng vào năm 1990)
- Mahadeo Balwant Natu Puraskar, 1991, Pune, Maharashtra
- Giải thưởng Adivasi Sewak, 1991, Chính phủ Maharashtra
- Kusumagraj Puraskar, 1991
- Giải thưởng Tiến sĩ Babasaheb Ambedkar Dalit Mitra, 1992, Chính phủ Maharashtra
- Giải thưởng Shrishrimal của Shri Nemichand, 1994
- Cha Giải thưởng tưởng niệm Tong, 1995, Hiệp hội sức khỏe tự nguyện Ấn Độ
- Kushta Mitra Puraskar, 1995: Vidarbha Maharogi Sewa Mandal, Amravati, Maharashtra
- Giải thưởng Bhai Kanhaiya, 1997: Ủy thác giáo dục Sri Gur Harkrishan, Bhatinda, Punjab
- Giải thưởng Manav Sewa, 1997: Hiệp hội Gandhian dành cho nam giới trẻ tuổi, Rajkot, Gujarat
- Giải thưởng Sarthi, 1997, Nagpur, Maharashtra
- Giải thưởng từ thiện Mahatma Gandhi, 1997, Nagpur, Maharashtra
- Gruhini Sakhi Sachiv Puraskar, 1997, Gadima Pratishthan, Maharashtra
- Kumar Gandharva Puraskar, 1998
- Apang Mitra Puraskar, 1998, Người giúp đỡ người tàn tật, Kolhapur, Maharashtra
- Giải thưởng Bhagwan Mahaveer, 1998, Chennai
- Giải thưởng Diwaliben Mohanlal Mehta, 1998, Mumbai
- Giải thưởng Công lý K. S. Hegde, 1998, Karnataka
- Giải thưởng Baya Karve, 1998, Pune, Maharashtra
- Giải thưởng Savitribai Phule, 1998, Chính phủ Maharashtra
- Liên đoàn các phòng thương mại và công nghiệp Ấn Độ, 1988: FICCI, vì những thành tích nổi bật trong đào tạo và sắp xếp người khuyết tật
- Giải thưởng Satpaul Găngal, 1998, Nehru Sidhant Kendra Trust, Ludhiana, Punjab
- Adivasi Sevak Puraskar, 1998, Chính phủ Maharashtra
- Giải thưởng quốc tế của Tiến sĩ Ambedkar về thay đổi xã hội, 1999
- Giải thưởng Hòa bình Gandhi năm 2000 cùng với 10 triệu rupee tiền thưởng, mà ông đã dùng cho các dự án từ thiện.
- Giải thưởng Maharashtra Bhushan, 2004, Chính phủ Maharashtra [25]
- Giải thưởng Bharathvasa, 2008
- Danh hiệu danh dự Viện Khoa học Xã hội Tata, Mumbai, Ấn Độ
- Danh hiệu danh dự Đại học Nagpur, Nagpur, Ấn Độ
- Danh hiệu danh dự Đại học Pune, Pune, Ấn Độ
- Gandhi đã trao cho Amte danh hiệu Abhayasadhak ("Một người khao khát không sợ hãi") cho cuộc chiến chống lại người Anh vì tự do của Ấn Độ